# おはよう川村龍一です MBSゴールデン・エイジ
『おはよう川村龍一です MBSゴールデン・エイジ』（おはようかわむらりゅういちです えむびいえすごーるでんえいじ）は毎日放送ラジオ（MBSラジオ）で1993年10月9日から2000年3月まで放送されていたラジオ番組。

## 出演者
- 川村龍一
- 豊島美雪
- 八木亜夫

## 概要
平日のおはよう川村龍一ですとはコンセプトが異なり、シルバー向けの内容である。

## コーナー
- 川畑廣昭のおはよう亭
- 八木亜夫のゴールデンコレクション
- 笑朝来福早朝来客
  - ゲストとの対談。
- 聞くゴルフ!モーニングカップ
- 土曜タジマの守[2]
  - 田嶋智太郎が経済を解説する。